# Kazimierz Dzielski
Kazimierz Dzielski (ur. 28 stycznia 1954 we Wróblówce) – polski samorządowiec i polityk, poseł na Sejm III kadencji.

## Życiorys
Z zawodu instruktor rehabilitacji. Ukończył Medyczne Studium Zawodowe (1974) oraz Studium Oligofrenopedagogiki (1988). Był wójtem Czarnego Dunajca i przewodniczącym Zgromadzenia Podhalańskiego Związku Gmin.
W latach 1997–2001 sprawował mandat posła na Sejm III kadencji, wybranego w okręgu nowosądeckim z listy Akcji Wyborczej Solidarność. Reprezentował Ligę Krajową, a od 1998 należał do Ruchu Społecznego AWS. W 2001 bez powodzenia ubiegał się o reelekcję.
W latach 1998–2002 zasiadał w sejmiku małopolskim I kadencji. W 2002 bezskutecznie kandydował na wójta Czarnego Dunajca.
Objął funkcję przewodniczącego komitetu organizacyjnego VIII Światowych Zimowych Igrzysk Polonijnych Zakopane 2010. W 2014 ponownie bez powodzenia ubiegał się o urząd wójta, uzyskał natomiast mandat radnego, który utrzymał także w 2018.